# Arturo B. de la Garza Tijerina
Arturo Bonifacio de la Garza Tijerina (Monterrey, Nuevo León, 12 de julio de 1958-4 de noviembre de 2022) fue un ganadero, empresario y político mexicano, miembro del Partido Revolucionario Institucional (PRI). Fue diputado al Congreso de Nuevo Leóny  diputado federal de 2000 a 2003.

## Biografía
Era integrante de una conocida familia del ámbito social, empresarial y político en Nuevo León, sus familiares mas reconocidos son:
- Arturo B. de la Garza, su abuelo; fue gobernador de Nuevo León de 1943 a 1949.
- Arturo de la Garza González, su padre; fue dos veces diputado federal, de 1970 a 1973 y de 1991 a 1994 y al Congreso de Nuevo León de 1954 a 1967.
- Lucas de la Garza González, su tío; fue secretario general de Gobierno de Nuevo León de 1985 a 1989.
- Arturo B. de la Garza Garza, su hijo; es diputado federal de 2021 a 2024.

Fue ingeniero agrónomo zootecnista egresado del Instituto Tecnológico y de Estudios Superiores de Monterrey (ITESM). Durante gran parte de su vida se dedicó a la cría de ganado, de 1989 a 1993 fue socio fundador y presidente de la Asociación de Ganaderos Diversificados en Nuevo León, de 1993 a 1995 fue secretario de la Asociación Charolais Herd Book de México y secretario del Consejo Directivo de la Unión Ganadera Regional de Nuevo León, y a partir de 1995 fue presidente del Consejo Directivo de la Unión Ganadera Regional de Nuevo León, de la Coalición Política Ganadera, del Consejo de Vigilancia del Comité para el Fomento y Protección Pecuaria del Estado de Nuevo León A,C., y secretario de la Federación de Propietarios Rurales de Nuevo León. De 1998 a 2001 fue tercer vocal del Consejo Directivo de la Confederación Nacional Ganadera.
Fue miembro del PRI en la Confederación Nacional de Organizaciones Populares (CNOP), así como consejero político estatal y en 1996 presidente de la Comisión de Desarrollo Agropecuario de la Fundación Colosio en Nuevo León. En las elecciones de 1997 fue elegido diputado a la LXVIII Legislatura del Congreso del Estado de Nuevo León que concluyó en 2000, por el distrito 22 local. En este cargo fue presidente de las comisiones de Agricultura, Forestal y Ganadería; y, de Desarrollo Económico.
En 2000 fue postulado candidato del PRI a diputado federal por el Distrito 2 de Nuevo León, triunfando en la elección y representándolo en la LVIII Legislatura que tuvo fin en 2003. En el congreso federal fue presidente de la comisión especial de Ganadería; e integrante de las comisiones de Agricultura y Ganadería; y, de Transportes.
Falleció el día 4 de noviembre de 2022.